# Walnut Grove (Alabama)
Walnut Grove es un pueblo ubicado en el condado de Etowah en el estado estadounidense de Alabama. En el censo de 2000, su población era de 710.

## Demografía
En el 2000 la renta per cápita promedia del hogar era de $26 688, y el ingreso promedio para una familia era de $29 519. El ingreso per cápita para la localidad era de $12 372. Los hombres tenían un ingreso per cápita de $25 982 contra $17 279 para las mujeres.

## Geografía
Walnut Grove está situado en 34°03′50″N 86°16′45″O / 34.06389, -86.27917 (34.063983,-86.279254)
Según la Oficina del Censo de los EE. UU., la ciudad tiene un área total de 5,03 millas cuadradas (13,03 km²).